# Serapis

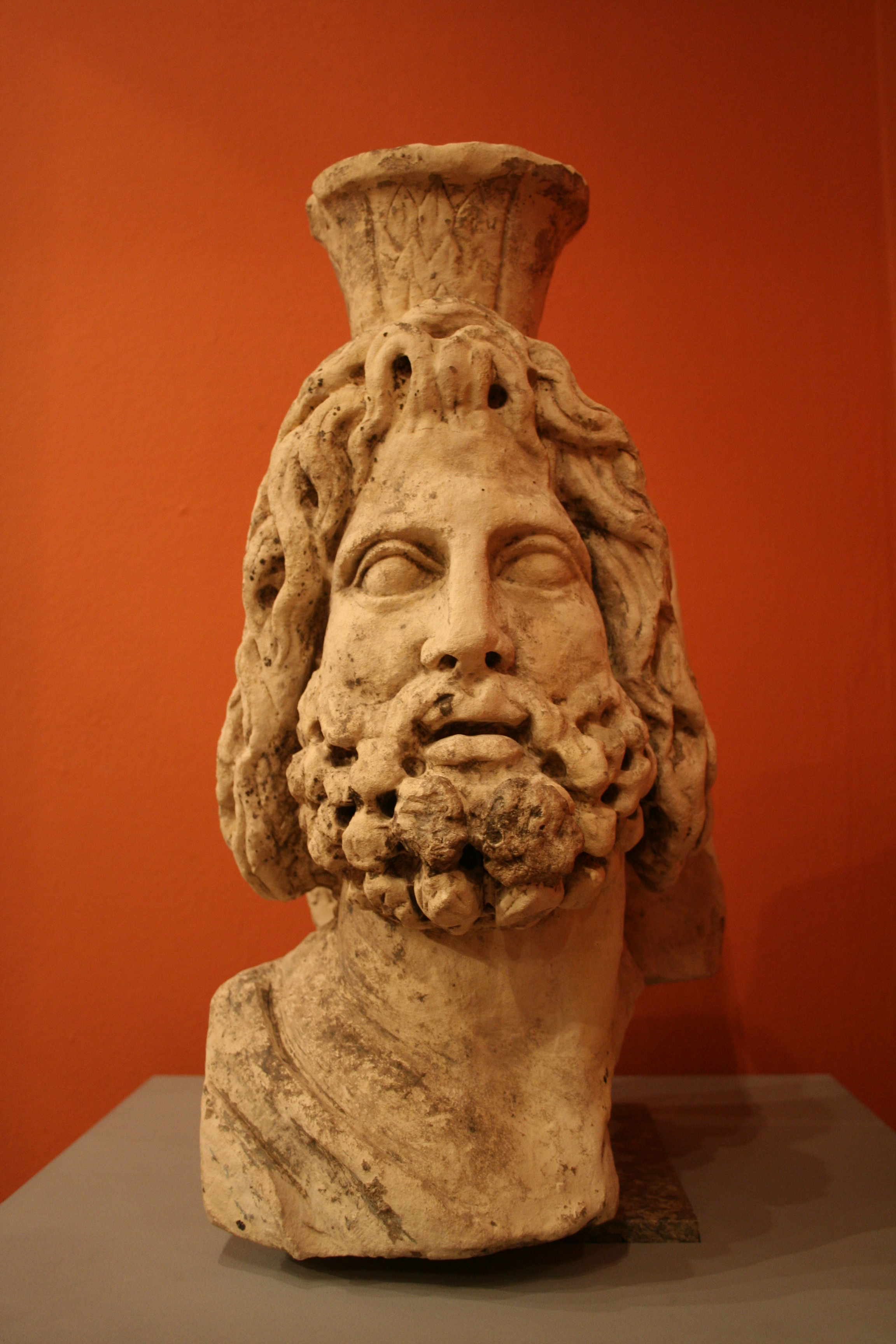
Serapis huvud

Serapis eller Sarapis var en gud i egyptisk mytologi som ursprungligen dyrkades i Alexandria, varifrån kulten spred sig till Romerska riket. Namnet uppstod i sammansmältningen av Apis och Osiris. Guden lär ha kommit från Sinop till Alexandria på 300-talet f.Kr.
I och med Alexandrias alltmer ledande makt och inflytande stegrades denne guds anseende. Serapis identifierades till sist med solguden själv och ställdes därigenom liksom i spetsen för gudavärlden. Från Alexandria utbredde sig kulten av Serapis i Egypten där spår av kulten finns i de många Serapishelgedomarna. I grunden var dock Serapis en jord och underjordsrelaterad gud med drag av både den grekiske Hades och den egyptiske Osiris, mest dock den förre. Grekerna och egyptierna hade redan förut en överenskommelse om att i princip se varandras gudar som olika versioner av samma gudar. Således identifierades Osiris och Hades med varandra. En strävan att försona de erövrade egyptierna och de grekiska erövrarna kan ha spelat roll. Vidare spreds den till Medelhavets norra kusttrakter, där Serapis på många håll, särskilt i Italien, åtnjöt ett anseende, större än till och med i Alexandria, ett anseende så stort, att myndigheterna ingrep för att något dämpa den fanatiska hopens excesser. Serapiskulten besegrades av kristendomen och 391 e.Kr. förstördes templet i Alexandria.
De tidiga kristna anklagades av sina motståndare för att vara en soldyrkarsekt (Bonwick, Egyptian Belief, p. 283). Den romerske kejsaren Hadrianus (76-138) såg stora likheter mellan kristna och dem som dyrkade den egyptiska guden Serapis, vilken betraktades som en solgud. I ett brev till konsul Servianus skrev kejsar Hadrianus så här: "Där [i Egypten] finns det kristna som dyrkar Serapis och vissa, som själva kallar sig för Kristi biskopar, hävdar att de står guden Serapis väldigt nära" 